# Herz-Jesu-Kirche (Wurzen)

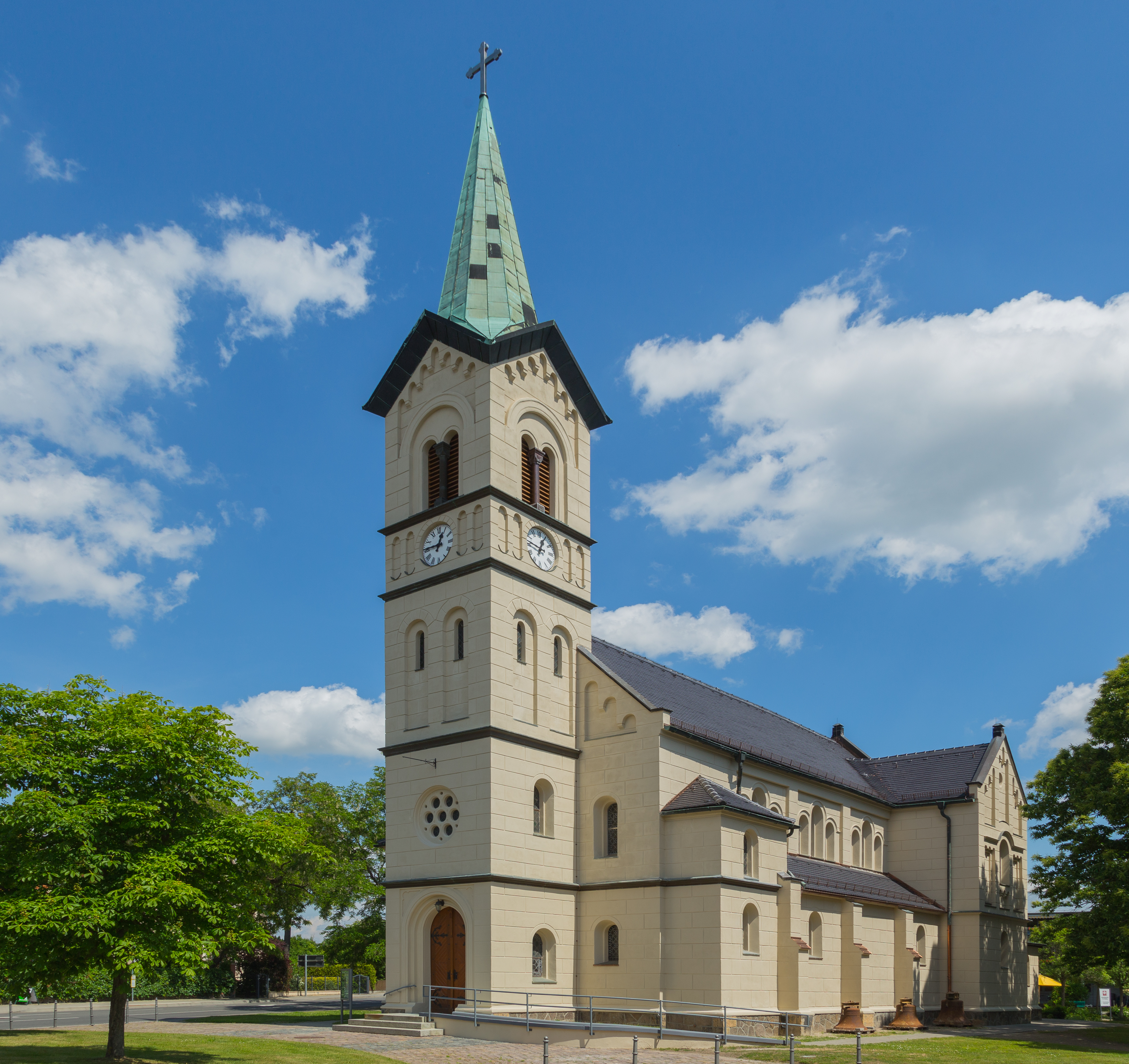
Südwest-Ansicht der Kirche

Die Herz-Jesu-Kirche in Wurzen ist eine katholische Kirche, die Ende des 19. Jahrhunderts am damaligen östlichen Wurzener Stadtrand entstand. Sie ist Pfarrkirche der Pfarrei St. Franziskus Wurzen im Dekanat Leipzig des Bistums Dresden-Meißen. Das Gebäude steht unter Denkmalschutz.

## Lage und Gestalt
Die geostete Kirche befindet sich an der Straßengabelung Torgauer Straße/Roitzscher Weg. Hier verlief die alte Handelsstraße Via Regia, entlang derer der wiederbelebte ökumenische “Jacobspilgerweg” genutzt wird. Einst befand sich an dieser Stelle eine alte Richtstätte Wurzens, das „Hohe Rad“. Hinter der Kirche befindet sich das vom katholischen Caritas-Verband betriebene Altenheim „St. Hedwig“ mit der St. Hedwigskapelle.
Das Gotteshaus entstand nach Plänen des Architekten Gustav Schmidt aus Schwaben. Die in neoromanischem Baustil errichtete Kirche ist in ihrer Gliederung einer mittelalterlichen Kreuzbasilika mit Langhaus und Querschiff nachempfunden. Das Langhaus besitzt vier Joche, wobei die Obergadenfenster jedes Joches eine Dreiergruppe bilden. An die Vierung schließt sich ein schmalerer Chor mit einer halbrunden Apsis an. Der quadratische Turm mit dem Gebäudeeingang an der Westseite besitzt vier Etagen und einen achteckigen Spitzhelm, der durch ein Kreuz gekrönt wird. Turm, Chor- und Querhausgiebel sind mit Bogenfriesen geschmückt.
In der Apsis mit Buntglasfenstern steht hinter der Mensa ein großes Kruzifix, flankiert von Statuen Mariens und des Jüngers Johannes.

## Geschichte
Während es in Wurzen 1834 nur 11 Katholiken gab, war nach 1890 die katholische Gemeinde stark angewachsen, sodass ein Kirchenbau angezeigt war. Der Grundstein zur Herz-Jesu-Kirche wurde am 4. Mai 1899 gelegt. Bereits am 1. Advent des gleichen Jahres konnte sie genutzt werden. Der Bau wurde maßgeblich unterstützt durch den katholischen Freiherrn von Schönberg auf Thammenhain. Die Weihe der Kirche durch Bischof Aloys Schäfer fand aber erst am Himmelfahrtstag 1910 statt.
Eines der Buntglasfenster in der Apsis wurde von der Stadt Wurzen gestiftet. Der Einbau der Orgel erfolgte 1939. Von März 1999 bis August 2000 erfolgte hinter der Kirche der Bau des Altenpflegeheims „St. Hedwig“, am 31. August 2000 wurde ihre Hauskapelle geweiht. Zuvor befand sich ein gleichnamiges katholisches Altenpflegeheim im Schloss Thammenhain, das ebenfalls über eine Hauskapelle verfügte. Ein Jahr vor ihrem 100-jährigen Jubiläum wurde die komplexe Sanierung der Kirche vollendet.
Mit dem Zusammenschluss der bisher selbstständigen katholischen Pfarreien Wurzen und Grimma wurde am 5. Mai 2019 im Beisein von Bischof Heinrich Timmerevers die neue Pfarrei St. Franziskus gegründet. Sitz der vereinigten Pfarrei ist seitdem Wurzen und die Herz-Jesu-Kirche ihre Pfarrkirche. Im Frühjahr 2022 konnte die mittlerweile notwendige Dach- und Fassadensanierung an der Kirche abgeschlossen werden. Mit den Arbeiten hat das Gotteshaus auch seine historisches Antlitz mit Quaderoptik zurückerhalten.

## Glocken

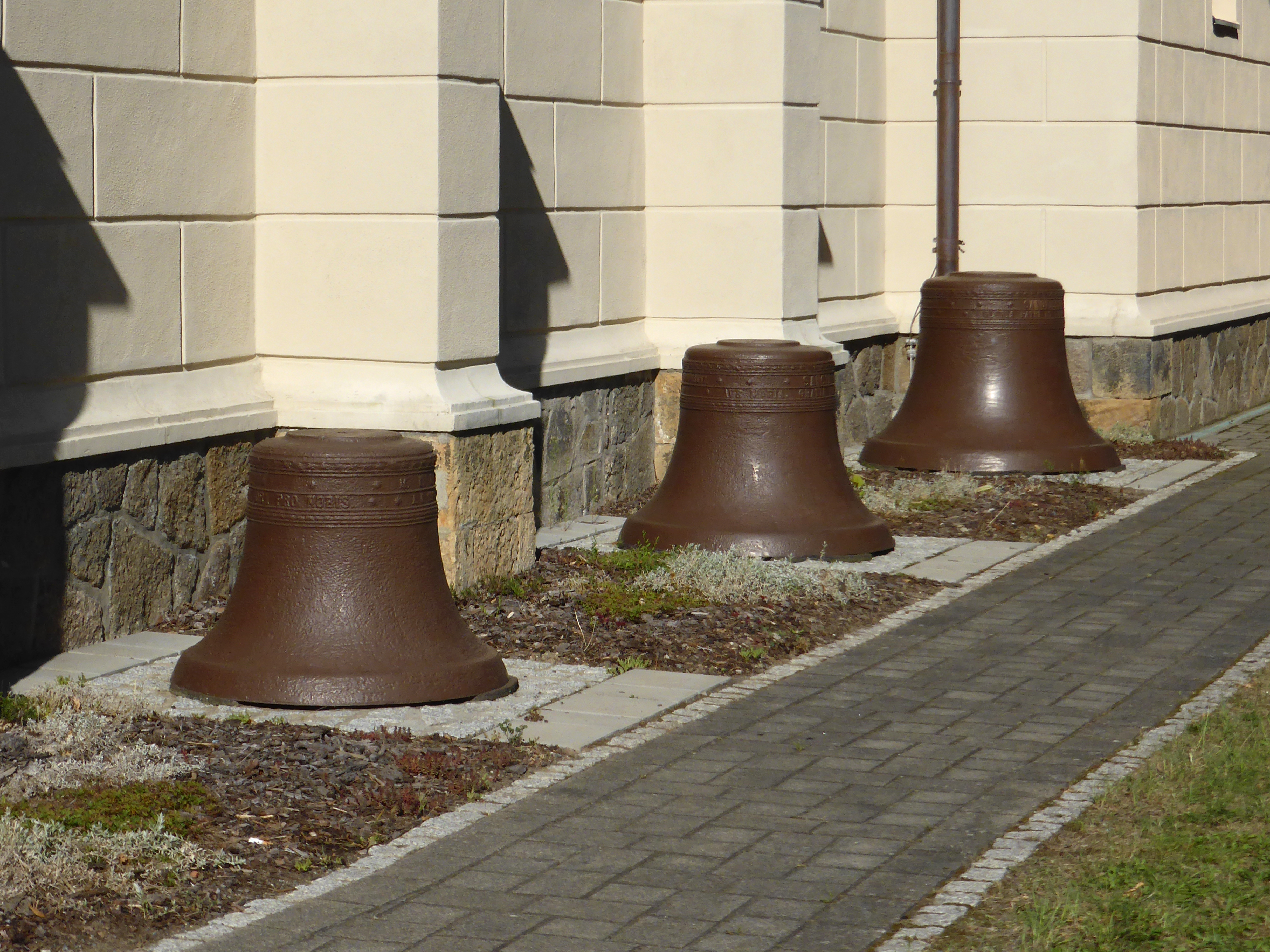
Glocken von 1924 vor der Kirche

Das erste Geläut der Kirche wurde 1917 zu Zwecken des Ersten Weltkrieges 1917 eingeschmolzen. Es wurde 1924 durch drei Stahlglocken ersetzt. Am 15. Dezember 2019 fand die  Glockenweihe für neues Bronze-Geläut der Herz-Jesu-Kirche durch Bischof Heinrich Timmerevers statt. Nach Einbau des neuen Glockenstuhls wurden die neuen Glocken am 7. April 2020 in den Turm gehoben und zu Ostern 2020 dann erstmals im Turm des Gotteshauses geschlagen. Die Glocken von 1924 wurden neben der Kirche aufgestellt.

## Orgel
Die Jehmlich-Orgel von 1939 besitzt zwei Manuale plus Pedal, 16 Register mit insgesamt 984 Pfeifen, wovon 39 Prospektpfeifen sichtbar sind. Im Jahr 2018 wurde die Orgel umfangreich saniert und am 15. August 2018 nach sechswöchiger Sanierungszeit wieder in Betrieb genommen.